# Manuel Sigüenza
Manuel Sigüenza (Valencia, 23 de agosto de 1870 - Valencia, 16 de marzo de 1964) fue un pintor español.

## Biografía
Sigüenza ingresa en la Real Academia de Bellas Artes de San Carlos, donde fue discípulo de Pinazo y Aixa, y contemporáneo de Sorolla, Mongrell, Andreu o Fillol. Con su maestro y amigo Pinazo compartía un carácter humilde, y el desinterés por la pompa social y su apego a sus localidades de residencia, que estaban muy próximas: Burjassot y Godella. Ambos disfrutaban reproduciendo con su pincel la belleza de su entorno próximo, con la diferencia de que Sigüenza apenas vendió cuadros y jamás disfrutó de una exposición individual en vida. 
La necesidad de recibir ingresos estables para mantener a su familia le mantuvo siempre aferrado a su empleo como apreciado profesor de la Escuela de Artesanos de Valencia y de la Real Academia de Bellas Artes de San Carlos o en su prestigiosa academia de pintura y dibujo, lugar de encuentro y formación durante medio siglo de numerosos artistas como Juan Rico López, Leopoldo García Ramón o Joaquín Camps entre otros. A pesar de no cultivar profesionalmente su trayectoria como pintor, fue distinguido con importantes premios como las medallas de la Exposición Nacional de Bellas Artes de 1892 y de 1910 o la de la Exposición Regional Valenciana de 1909

## Obra
Sigüenza fue un artista «de enorme pureza» del que cabría destacar tres aspectos. El primero es su condición de heredero del instantismo valenciano, derivación del impresionismo consistente en pintar del natural y de forma muy rápida para captar el instante. Esta técnica fresca y directa, aprendida sobre todo de Pinazo, era ejecutada en pequeñas tablillas.
Segundo aspecto de su pintura fue un «velazquismo» inconsciente, cuyo equilibrio clasicista, «su capacidad para captar el aire y el espacio», se desmarcaba del estilo valenciano típico.
Y un tercer aspecto fue lo de ser un pintor de jardines, temática de madurez en la que explotó su don para el color en la tradición de Rusiñol, Genaro Palau, Ignacio Pinazo, Benlliure o Sorolla.

## Distinciones
Al fundarse la Asociación de Pintores y Escultores en Madrid, es nombrado Delegado de Valencia, y en la VI Exposición Internacional de Barcelona en 1918, también es nombrado delegado de la misma.
En 1919 es nombrado Presidente del Círculo de Bellas Artes, así como de la Comisión organizadora del monumento al Pintor Agrasot y del que le dedicó el Círculo de Bellas Artes al Pintor Pinazo. También perteneció a la Comisión Organizadora del monumento al Dr. Moliner
Fue Socio de Honor del Círculo de Bellas Artes y Vocal de la Junta del Patronato del Museo Provincial de Bellas Artes y de la Comisión de Monumentos Históricos y Artísticos de Valencia.
Le fueron concedidos Votos de Gracia, de la Excelentísima Diputación de Valencia, del Ayuntamiento de Valencia, de los Delegados Regios de Enseñanza, de la Escuela de Artesanos y Bellas Artes y Oficios, por su actuación en los Tribunales, concursos, oposiciones y exposiciones de arte.
Fue Académico Secretario de la Real Academia de Bellas Artes de San Carlos.
Director de Número del Centro de Cultura Valenciana, Colegial Práctico del Colegio del Arte Mayor de la Seda y Consejero de la Caja de Ahorros y Monte de Piedad de Valencia.
Fue miembro Honorífico del Comité Cultural Argentino en Buenos Aires, correspondiente también del Instituto Academia de Coimbra (Portugal), y de la Internacional Academia Científica Literaria  de Bolonia y otras entidades.
Muere en posesión de la Encomienda de Alfonso X el Sábio.